# Réserve forestière de Baloumgou
La réserve forestière de Baloumgou se trouve dans la région de l'Ouest du Cameroun dans le département des Hauts-Plateaux. La réserve se situe à 12,5 km de la ville de Bangangté. La commune de Bangangté est responsable de la gestion cette réserve. 

## Localisation et superficie
Elle couvre une superficie de 115 hectares et s'étend sur les flancs des hautes montagnes de l'ouest. En date du 28 août 2013, une mission de vérification et de réception des travaux de matérialisation des limites de la réserve est mise sur pied par le délégué départemental des forêts et de la faune du département du Ndé. 

## Faune et flore
La végétation de la forêt est essentiellement composée d'eucalyptus et de pin reboisé. La végétation naturelle est herbeuse et parsemée par endroits d'arbustes. La faune domestique se compose de porcs, volailles, de gros et petits ruminants. Dans la faune souterraine on trouve les grillons et les termites. On y aperçoit aussi quelques rares biches et singes en provenance des villages voisins. Celle-ci s'apparente à la savane arbustive humide avec les arbustes à tronc noueux et à bois dur de quelques mètres de haut étant beaucoup plus nombreux que les arbres de 10 mètres de haut qui se retrouvent dans les forêts sacrées et les concessions. Le réseau hydrographique dense occasionne la présence des forêts galeries et de nombreux raphias qui ont tendance à se raréfier de par leur surexploitation et leur destruction pour les autres cultures. 

### Éléments constitutif de l'occupation du sol
Le tableau ci-dessous présente les éléments constitutifs de l'occupation du sol de la réserve.
| Élément (Superficie / Longueur) |
| ------------------------------- |
| Zone de culture (1.6 ha)        |
| Zone de forêt (45,5 ha)         |
| Zone non reboisée (68,3 ha)     |
| Sentier (1,6 km)                |

## Caractéristiques socio-démographiques
La population totale de la commune est d'environ 50 000 habitants. Le tableau ci-dessous donne un recensement du nombre d'habitants dans les villages riverains de la réserve que sont Baloumgou et Bamena:
| Année | Total Population | Nombre d'hommes | Nombre de femmes | Nombre d'enfants |
| ----- | ---------------- | --------------- | ---------------- | ---------------- |
| 2012  | 6000             | 1500            | 3500             | 1000             |
| 2011  | 5000             | 1400            | 3000             | 120              |
| 2010  | 5200             | 1700            | 2600             | 900              |
| 2009  | 4300             | 1450            | 1850             | 800              |

Les habitats construits dans les villages riverains sont en matériaux locaux, en brique de terre ou encore en parpaings avec les toitures en tôle, en paille ou en nattes. Ces constructions occupent une superficie comprise entre 90 et 100 mètres carrés par habitation. Les habitations sont en matériaux durables, ce qui traduit la pérennité des habitants dans la réserve.

## Chasse et braconnage
Certains riverains continuent de chasser le petit gibier dans la réserve pour se nourrir. De ce fait on y trouve quelques pièges traditionnels. D'autres par contre pratiquent le braconnage qui menace fortement certaines espèces telles le rat. 